# Oostwaard (Utrecht)
Oostwaard is een voormalig gerecht en gemeente in de Nederlandse provincie Utrecht, tussen Maarssen en Oud-Zuilen.

## Gerecht en gemeente

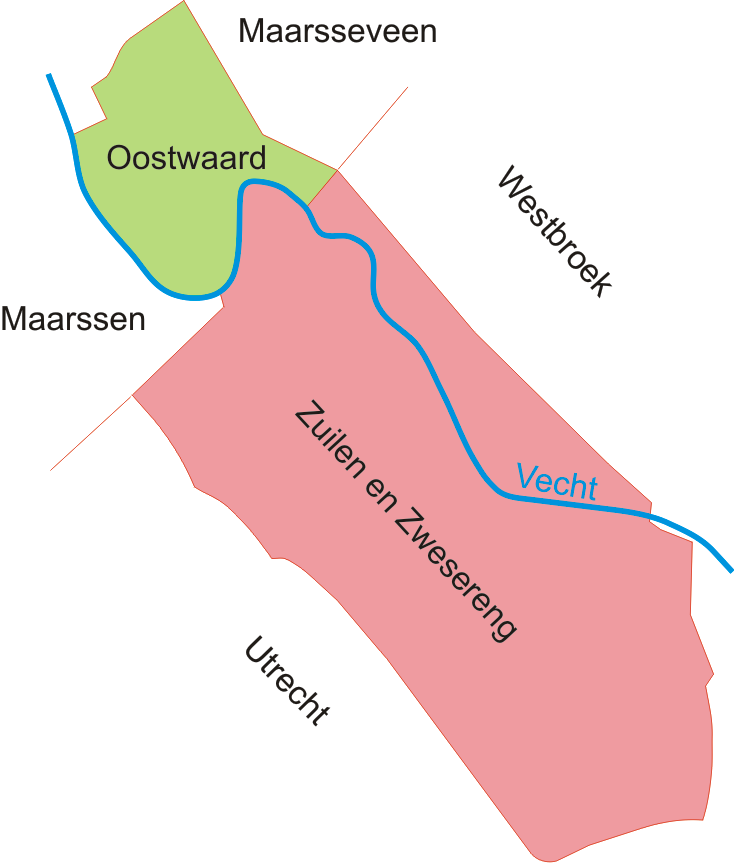
de gerechten Zuilen en Oostwaard

Het gerecht Oostwaard was gelegen binnen een grote meander van de Vecht, afgesloten door de Zogwetering. Rond het midden van de twaalfde worden de rechten van de Sint-Stevensabdij in Oudwijk voor het eerst vermeld. Schriftelijke stukken van het gerecht zijn bekend vanaf de zeventiende eeuw. Het gerecht hield aanvankelijk zitting op Vechtenstein en later op de hofstede Oostwaard. Van 1798 tot 1801 was het gerecht verenigd met Zuilen, maar daarna was het weer een zelfstandige gemeente. Op 1 januari 1812 kwam er definitief een einde aan de zelfstandigheid van Oostwaard doordat het bij Zuilen werd gevoegd. Bij de opheffing van Zuilen op 1 januari 1954 kwam Oostwaard bij Maarssen om vervolgens op 1 januari 2011 deel uit te gaan maken van de gemeente Stichtse Vecht.

## Hofstede Oostwaard
Het geslacht 'Oostwaard' of 'van Oostwaard' wordt voor het eerst in 1294 onder de Stichtse edelen genoemd. Gebruikelijk en gewoonte was in die tijd dat personen de naam droegen van hun huis. 
Begin 17e eeuw komt op een lijst van ridderhofsteden een ridderhofstad onder Maarssen voor, dat 'aan een particulier behoorde'. Waarschijnlijk werd hier Oostwaard bedoeld.
Op een tekening van L.P. Serrurier gemaakt naar een oudere prent van Van Alkemade zien we het huis nog intact. Op een afbeelding van dezelfde kunstenaar uit 1730 is het huis afgebeeld als een ruïne.
De boerderij die later op de fundamenten van het kasteel gebouwd was, werd bij een brand in 1922 bijna totaal verwoest. Er kwamen muren tevoorschijn met een dikte van 80 tot 100 cm. Aan de achterzijde van de huidige boerderij liggen nog middeleeuwse kloostermoppen.
Volgens de monumenteninventarisatie provincie Utrecht heeft er echter nooit een kasteel in Oostwaard gestaan.